# احمد کایا
احمد کایا (به ترکی استانبولی: Ahmet Kaya) ‏ (۲۸ اکتبر ۱۹۵۷ – ۱۶ نوامبر ۲۰۰۰) خوانندهٔ کرد اهل ترکیه بود. او بنیان‌گذار سبک اعتراض‌خوانی در موسیقی کشور ترکیه است. وی در ایران طرفداران زیادی دارد.

## زندگی و کار
احمد کایا خوانندهٔ اهل ترکیه در سال ۱۹۵۷ در شهر ملاطیه ترکیه به دنیا آمد. او از پدری کُرد و مادری ترک در شهر عمدتاً علوی‌نشین ملاطیه به دنیا آمد و در زمان نوجوانی به خاطر شرایط دشوار زندگی پدر، به همراه خانواده به شهر استانبول نقل مکان کردند. پدر وی که قبلاً در یک کارخانهٔ نساجی کار می‌کرد در استانبول در نمایشگاهی به پادویی مشغول شد. خود در وصف این وضعیت می‌گفت: 
«هر روز که از مدرسه به سوی خانه می‌رفتم پدر را می‌دیدم که مشغول شستشوی اتومبیل است و همه گاه پیش خود می‌گفتم هنگامی که بزرگ شدم برای پدر نمایشگاهی خواهم خرید تا ارباب خود باشد.»
 اما این رؤیائی بیش نبود چرا که اندکی بعد پدر با مرگ خود، خانواده را تنها گذاشت. او که کوچکترین عضو خانواده بود در شرایط بسیار دشوار و سخت گذران زندگی می‌کرد. خود می‌گفت: 
«روزهائی بود حتی قادر به تهیه بلیت برای استفاده از اتوبوس شهری نبودم.»
دوران جوانی کایا برابر شد با کودتای کنان اورن و خفقان شدیدی که بر فضای سیاسی جامعه ترکیه تحمیل گردید. او که به شدت مخالف وضع موجود بود در سال ۱۹۸۵ به کمک دوستان خود آلبومی از ترانه‌هایش را منتشر کرد که به گفته‌اش هیچ امیدی به استقبال آن از طرف مردم نداشت و تنها در پی آن بود که به‌وسیلهٔٔ ترانه‌هایش اعتراض خود را را به شرایط حاکم اعلام دارد. چند روز پس از عرضه آلبوم مأموران قضایی ترکیه کاست او را به دلیل وجود چند ترانهٔ سیاسی جمع‌آوری نمودند. پس از اعتراض فراوان، در نهایت فروش کاست او آزاد اعلام شد. همین فعل و انفعالات سبب شهرت نام کایا گشت و کاست او با استقبال نسبتاً خوبی مواجه شد.
آلبوم دوم او ترانهٔ شفق نام داشت. وجود شعری به همین نام از اولکو تامر که به دلیل داشتن افکار سیاسی در انتظار اعدام بود، موجب آوازهٔ هر چه بیشتر کایا شد.
اما کایا در سال ۱۹۸۷ در پی آشنایی با یوسف هایال اوغلو فصل جدیدی را در زندگی هنری خود آغاز کرد. آلبوم به‌پا می‌خیزیم که بیشتر شعرهایش از هایال اوغلو بود در شرایط انسداد شدید سیاسی ترکیه، او را در زمرهٔ خوانندگان برتر و معترض ترکیه قرار داد.
کایا در تمام سالهای خوانندگی با شعرای بزرگ ترکیه همکاری کرد. علاوه بر هایال اوغلو، بزرگانی همچون آتیلا ایلهان و اورهان کوتان ازجمله شعرایی بودند که کایا از شعرهای آن‌ها استفاده می‌کرد. لقب کایا «دموکرات خسته» بود که برگرفته از آلبومی به همین نام از او بود. حضور او در هر مکانی مشکلاتی را به‌وجود می‌آورد چرا که با سخنانش مخالفان آزادی در ترکیه را آزار می‌داد. به همین جهت، کایا سال‌ها از اجرای کنسرت در داخل ترکیه محروم شده بود. خود می‌گفت کاری خواهد کرد که هیچ‌گاه از ذهن مخالفانش پاک نگردد و همه گاه آن‌ها را خواهد آزرد. یک بار در برنامه‌ای تلویزیونی اعلام کرد کفن خویش را هر زمان با خود حمل می‌کند و هر لحظه آمادهٔ مرگ در راه آزادی است.
کایا در سال ۱۹۹۹ در مراسم اهدای جایزهٔ سال به برترینهای ترکیه جوایز انجمن روزنامه‌نگاران اعلام کرد که در آلبوم جدید خود ترانه‌ای کُردی اجرا خواهد کرد و سپس کانال‌های رسانه‌ای ترکیه را مخاطب قرار داد و گفت: من مطمئن هستم که ترکیه کانال‌هایی پر دل و جرئت دارد که بتواند این ویدیوی مرا پخش کند. همین مسئله موجب گردید که مخالفان کردهای ترکیه که همان ملی گرایان افراطی آن کشور بودند، اعتراض وسیعی به او نمایند. به دلیل وقوع درگیری‌هایی در آن مراسم، روز بعد دادگاه امنیتی ترکیه کایا را احضار نموده و بازداشت کرد. ساعاتی بعد، پس از اعتراض وکلای کایا، او را به قرار وثیقه آزاد کردند.
کایا متهم بود که سال‌ها قبل در چند کشور اروپایی از جمله بلژیک و آلمان کنسرت‌هایی به حمایت از حزب پ.ک.ک برگزار کرده‌است. چند ماه بعد از این ماجرا، کایا به قصد برگزاری کنسرت راهی فرانسه شد و به دلیل جو نامناسب ترکیه بر اثر غوغای رسانه‌های گروهی علیهش، تصمیم به اقامت در آن کشور گرفت. او به کمک همسر فرانسوا میتران رئیس‌جمهور فقید فرانسه، توانست اقامتی یکساله دریافت کند. در همین حال کایا در دادگاه ترکیه به ده سال حبس به صورت غیابی محکوم گردید.

## مرگ
چند ماه پس از این وقایع، در صبحگاه ۱۶ نوامبر ۲۰۰۰ در سن ۴۳ سالگی به سبب حمله قلبی در شهر پاریس درگذشت. البته به گفتهٔ دولتمردان ترکیه و روزنامه‌های آن کشور این مرگ، یک مرگ طبیعی بود، اما عدهٔ زیادی بر این عقیده بوده و هستند که احمد کایا را از طریق مسمومیت ترور کرده‌اند، البته تا به امروز طرفداران تلویزیونی و روزنامه‌ای احمد کایا پیگیر این مسئله بوده و هر از چند گاهی مطالبی در این مورد پخش و چاپ می‌کنند.
پیکر او را در گورستان پرلاشز در قطعه شماره ۷۱ به خاک سپرده شده‌است. همسر او گؤلتن کایا هایال اوغلو با بازگرداندن جنازه‌اش به ترکیه مخالفت نمود و اعلام کرد که «ترکیه کنونی شایستگی آن را ندارد که مرد بزرگی چون او در خاک آن دفن گردد و تا زمانی‌که ترکیه به یک کشور آزاد و دموکراتیک تبدیل نگردیده، اجازۀ بازگرداندن جنازه‌اش به ترکیه را نخواهد داد.»

## آلبوم‌شناسی
کایا در مجموع ۲۷ آلبوم از ترانه‌هایش به یادگار گذاشته‌است. معروف‌ترین آلبوم او ترانه‌هایم برای کوه‌ها منتشر شده به سال ۹۴ نام دارد که بیش از ۱٫۵ میلیون کاست فروش کرد و جز پر فروشترین آلبومهای تاریخ موسیقی ترکیه‌است. معروفترین اثر او با گریه‌هایمان از همین آلبوم است که موافقان و حتی مخالفانش را به تحسین واداشت. شعر ترانه‌های او در قالب سبک پروتست ارائه شده و بدین سبب او را بنیانگذار سبک پروتست در ترکیه می‌دانند. آنچنان که از لحاظ موزیک او را پایه‌گذار سبک موسیقی آزاد در ترکیه می‌خواند. البته ترانه‌هایی مربوط به فولکلور ترکی شرق ترکیه هم دارد که بسیار به ترکی آذربایجانی شبیه یا حتی همسان هستند. او همچنین آوازهایی با استفاده از شعر و آهنگ به جا مانده از صوفیان قرون میانهٔ ترکیه مانند «پیرسلطان ابدال» اجرا کرده‌است.
رک گویی و جرئت فراوان از مشخصه‌های بارز کایا بود. خود می‌گفت که همیشه بر لبه پرتگاه گام برمی‌دارد و از این کار نیز هیچ ابایی ندارد.
- Aglama Bebegim-1985
- Acilara Tutunmak-1985
- Safak Turkusu-1986
- An Gelir-1986
- Yorgun Demokrat-1987
- Baskaldiriyorum-1988
- Resitaller 1–1989
- Iyimser Bir Gul-1989
- Resitaller 2–1990
- Sevgi Duvari-1990
- Basim Belada-1991
- Dokunma Yanarsin-1992
- Resitaller 3–1992
- Tedirgin-1993
- Sarkilarim Daglara-1994
- Beni Bul-1995
- Yildizlar ve Yakamozlar-1996
- Dosta Dusmana Karsi-1998
- Hoscakalin Gozum-2001
- Birazda Sen Agla-2003
- Kalsin Benim Davam-2005
- Dinle Sevgili Ülkem
- Gözlerim Bin Yasynda
- siirler
- Ya Ryza Simdi
- Ahmet Kaya & Ferhat Tunç & Emre Saltyk - Yağmur Türküleri
- Ahmet Kaya & Selda Bağcan - Kocero
- ahmetkaya - ropörtaj
- ahmet kaya & ibrahim tatlises

## تخریب سنگ مزار
در ۱۳ نوامبر ۲۰۲۱ تنها سه روز قبل از بیست و یکمین سالروز درگذشت احمد کایا چند نفر از دوستداران وی که برای دیدن مزارش به گورستان پرلاشز پاریس رفته‌بودند با انتشار ویدئویی خبر تخریب سنگ مزار او را منتشر کردند. هویت عاملان و زمان دقیق تخریب سنگ مزار احمد کایا مشخص نیست، اما در ویدئوی منتشرشده مشخص است که زمان زیادی از شکسته شدن سنگ نگذشته است.